# Советско-германское торговое соглашение (1939)
Советско-германское торговое соглашение 19 августа 1939 года – кредитное или торгово-кредитное соглашение между Советским Союзом и нацистской Германией, подписанное 19 августа 1939 года в Берлине. Предложенное немецкой стороной как первый шаг на пути к улучшению советско-германских отношений, оно привело к заключению договора о ненападении между СССР и Германией (пакта Молотова — Риббентропа) 23 августа 1939 года.

## Предыстория торговых отношений между СССР и Германией
Подписанное 12 октября 1925 года советско-германское торговое соглашение формировало основу для торговых отношений двух сторон. Германский экспорт в СССР увеличивался из года в год, в том числе и благодаря успешным договорам советской торговой миссии в Берлине, привлекавшей выгодные кредиты для размещения советских заказов в Германии. Единицей расчёта при осуществлении была обусловлена рейхсмарка.
В 1925 году Германия предоставила СССР краткосрочный кредит в 100 млн марок, в апреле 1926 года Германия открыла кредитную линию для СССР в размере 300 млн марок сроком на 4 года. В 1931 году Германия предоставила СССР ещё один кредит (связанный с покупкой оборудования) на сумму в 300 млн марок сроком на 21 месяц. Общая сумма заимствований СССР в 1925—1931 годах составила, таким образом, 700 млн марок.
С наступлением Великой депрессии, в меньшей степени повлиявшей на обе страны, товарооборот СССР с Германией ещё больше увеличился — в 1930 году было ввезено германских товаров на 430,6 млн марок и экспортировано из СССР товаров на 436,5 млн марок.
1931 год стал рекордным за всю историю отношений между СССР и Германией — общий товарооборот составил 1066 млн марок (импорт в СССР — 762,7 млн; экспорт в Германию — 303,5 млн). В связи с ростом внешнего долга и общими экономическими трудностями в СССР в 1932 году объём торгового баланса между СССР и Германией снизился до 896,7 млн рейхсмарок — причём, экспорт в Германию составил всего 270,9 млн рейхсмарок (меньше было только в 1925 году).

### Сокращение торговли
Когда в 1932 году в Советской России разразился голод катастрофических размеров, вызванный комплексом разных причин, от природных до организационных, советское правительство в 10 раз сократило экспорт хлеба (с 5,2 млн тонн в 1931 году до 486,2 тыс. тонн в 1932 году), но при этом строго выполняло обязательства по контрактам с Германией.
«… советское правительство не обращало внимание на убытки (а также лишения и голод десятков миллионов русских и украинских крестьян, миллион из которых умерли). Тем не менее нет причины не верить бывшему советскому торговому представителю, который пишет: „Главной задачей внешнеторговых представителей за рубежом было постараться добиться лучшей цены, сражаясь за каждый доллар, который можно было выжать“».— Г. Хильгер, А. Мейер. «Россия и Германия. Союзники или враги?» — Центрполиграф, 2008. — 415 с.
В 1933 году товарооборот сократился практически в 2 раза — до 476,2 млн рейхсмарок (282,2 млн — импорт и 194,0 млн — экспорт СССР из/в Германию).
С приходом Адольфа Гитлера к власти в Германии отношения с СССР дипломатично характеризовались как «охлаждение» — на фоне активных пропагандистских кампаний в печати обеих стран — антикоммунистической и антифашистской. Торговый оборот между СССР и Германией стал быстро снижаться. Германия, в течение ряда лет занимавшая первое место во внешней торговле СССР, начала с 1935 года опускаться ниже США, Англии и даже таких стран, как Бельгия и Голландия.
| 000000 | 00СССР00 | Польша &Данциг | Финляндия | Эстония | Латвия | Литва |
| ------ | -------- | -------------- | --------- | ------- | ------ | ----- |
| 1934   | 223,0    | 78,1           | 42,3      | 8,2     | 21,1   | 15,1  |
| 1935   | 201,7    | 75,5           | 41,4      | 13,0    | 31,1   | 2,0   |
| 1936   | 93,2     | 74,0           | 46,1      | 13,8    | 33,2   | 9,1   |
| 1937   | 63,1     | 80,7           | 70,1      | 23,7    | 45,7   | 17,2  |
| 1938   | 47,4     | 109,4          | 88,6      | 24,0    | 43,5   | 27,6  |
| 1939   | 52,8     | 140,8          | 88,9      | 24,3    | 43,6   | 27,8  |

Доля немецкого экспорта в СССР сократилась до 2,7 % и импорта до 2,2 % во внешнеторговом балансе Германии.
Объём торгового оборота продолжал сокращаться при возрастающих потребностях Германии в сырье. Для активизации торговых отношений Германия в соответствии с соглашением «Четвёртая кредитная операция. Специальная трансакция 1935 года» от 4 апреля 1935 года предоставила СССР кредит в размере 200 млн рейхсмарок, который нужно было использовать до 30 июня 1937 года на приобретение немецких товаров. Срок погашения устанавливался в период с 1940 по 1943 год. Из этого кредита СССР использовал 183 млн, однако товарооборот не оживился: в 1937 году Германия направила в СССР продукции на 117 млн рейхсмарок, а получила товаров на 65 млн.
В конце 1935 года Германия готова была предоставить СССР кредит в размере 500 млн рейхсмарок сроком на десять лет для использования при советских закупках в Германии. Советская сторона представила правительству Германии впечатляющий список товаров для закупки, включая подводные лодки и военные корабли. Однако, сделка не состоялась из-за огласки Давидом Канделаки.
Активные усилия Германии, выразившиеся в заключении торговых договоров с СССР от 1 марта и 19 декабря 1938 года, на деле не имели реальных видимых подвижек. 1 марта 1938 года после временной стагнации советско-германских отношений последовало заключение соглашения о торговом обороте на 1938 год. Верхний предел оборота определялся уровнем 1934 и 1935 годов, а по некоторым позициям предусматривалось увеличение поставок. 19 декабря 1938 года это соглашение было продлено ещё на год.
Однако торговый оборот СССР с Германией ни в 1938, ни в 1939 годах так и не поднялся до уровня 1934—1935 годов, а упал ещё больше — до 0,6 % в общем объёме как экспорта, так и импорта Германии.
Со времён советско-германского хлебного договора 1923 года немецкие фирмы осуществляли кредитование СССР под гарантии рейха. В свою очередь СССР как заказчик размещал в Германии выделенные средства. Взаимовыгодные сделки позволили предприятиям Германии пережить депрессию и создать перспективный задел военно-промышленного комплекса, а СССР - осуществить в какой-то степени реализацию пятилеток. В своих воспоминаниях советник посольства Германии в СССР Густав Хильгер отмечал, что общая стоимость советских заказов, размещённых в Германии в 1931 году, достигла рекордной суммы 919,2 млн рейхсмарок: 
 «Если несколько важных германских машиностроительных фирм, особенно в области производства оборудования, выдержали депрессию, и Гитлеру их удалось вернуть к работе в его стремлении к перевооружению после 1933 года, то это произошло исключительно благодаря советским заказам, которые поддерживали эти фирмы на плаву. Так, например, в первой половине 1932 года СССР закупил 50 процентов чугуна и стали, экспортировавшихся Германией, 60 процентов всего землеройного оборудования и динамо-машин, проданных за рубеж, 70 процентов всех металлообрабатывающих машин, 80 процентов кранов и листового металла и целых 90 процентов всех паровых и газовых турбин и паровых кузнечно-прессовых машин, которые экспортировала Германия».— Г. Хильгер, А. Мейер. «Россия и Германия. Союзники или враги?» — Центрполиграф, 2008. — 415 с.
.
 « … германские фирмы определённо знали, что обязаны своим выживанием большому покупателю на Востоке, и германское правительство четко осознало, что без советского рынка безработица в Германии была бы ещё страшнее, чем она была на самом деле».— Г. Хильгер, А. Мейер. «Россия и Германия. Союзники или враги?» — Центрполиграф, 2008. — 415 с.
.

## Заключение договора
Предложение о предоставлении нового кредита в 200 млн марок было сделано германской стороной 24 января 1938 года. В дальнейшем переговоры шли трудно и неоднократно прерывались обеими сторонами. Основные разногласия представляли процентная ставка, номенклатура и объёмы поставок товаров в счет оплаты кредита. Весной-летом 1939 года чиновники германского МИДа неоднократно поднимали вопрос об их возобновлении. 22 июля ТАСС опубликовало сообщение о возобновлении в Берлине торгово-кредитных переговоров. С этого момента их ход значительно ускорился.
24 июля советник восточноевропейской референтуры Отдела экономической политики германского МИДа Карл Шнурре (нем. Karl Schnurre) в беседе с советским временным поверенным в делах Г. А. Астаховым после обсуждения текущих экономических вопросов изложил план улучшения германо-советских политических отношений (предварительно оговорив эту часть беседы в качестве неофициального обмена мнениями). Немецкий план включал:
1. заключение торгово-кредитного договора;
2. нормализацию отношений в области прессы и культурных отношений, установление атмосферы взаимного уважения;
3. политическое сближение.

При этом Шнурре заметил, что неоднократные попытки германской стороны поднять эту тему были проигнорированы советской стороной. 26 июля Шнурре продолжил развивать эту тему, пригласив по указанию Риббентропа Астахова и заместителя торгпреда Е. И. Бабарина в ресторан. Третий пункт плана был несколько конкретизирован немецкой стороной: «или возвращение к тому, что было раньше <договор о нейтралитете 1926 года>, или же новое соглашение, которое примет во внимание жизненные политические интересы обеих сторон».
Приближение сроков, установленных Гитлером для начала операции «Вайс», и необходимость обеспечения невмешательства СССР в польские планы Германии заставляли немецкую сторону оказывать на советскую сторону давление по скорейшему переходу сразу к третьему шагу. 17 августа 1939 года советское руководство высказало свою заинтересованность в двухэтапном подходе к улучшению советско-германских отношений — 1-й и обязательный шаг — подписание торгового договора и 2-м шагом через определённый временной период должно стать пролонгация Договора 1926 года или подписание нового договора о ненападении — по желанию Германии.
19 августа 1939 года торговый договор был подписан. Официальное сообщение ТАСС по этому поводу гласило:

ТАСС. 19-го августа после длительных переговоров, закончившихся успешно, в Берлине подписано Торгово-Кредитное Соглашение между СССР и Германией.

Соглашение подписано со стороны СССР — Зам. Торгпреда Е. И. Бабариным, а с германской стороны — г. Шнурре.

Торгово-Кредитное Соглашение предусматривает предоставление Германией СССР кредита в размере 200 миллионов германских марок, сроком на семь лет из 5 % для закупки германских товаров в течение двух лет со дня подписания Соглашения.

Соглашение предусматривает также поставку товаров со стороны СССР Германии в тот же срок, то есть в течение двух лет на сумму в 180 миллионов германских марок.— Газета «Правда» 21 августа, 1939
31 августа 1939 года Молотов в своей речи так охарактеризовал новое соглашение: «Это было не первое торгово-кредитное соглашение с Германией при существующем правительстве. Но это соглашение отличается в лучшую сторону не только от соглашения 1935 года, но и от всех предыдущих, не говоря уже о том, что у нас не было ни одного столь же выгодного экономического соглашения с Англией, Францией или какой-либо другой страной».

## Суть соглашения
1. По соглашению Германия предоставляла Советскому Союзу товарный кредит на сумму 200 миллионов рейхсмарок. Финансирование осуществлялось немецким Гольддисконтбанком (нем. Golddiskontbank). Ссуда на 100 %, гарантировалась правительством Германии и подразумевала процентную ставку в размере 5 %, а секретный договор предполагал снижение ставки до 4,5 % — 0,5 % шло на специальный счёт СССР в Берлине.
2. Кредит должен был использоваться для финансирования Советских заказов в Германии по поставкам станков, оборудования, различных товаров, вооружения. Причём последнее должно было поставляться в меньших объёмах нежели прочие позиции поставок.
3. Кредит погашался СССР путём поставки сырья, количество и объём которого должны быть согласованы посредством заключения дополнительно договора между двумя Правительствами. Годовые проценты по суммам за поставки советских товаров должны аккумулироваться на специальном счёту СССР в Берлине. Сроки полного погашения по этому кредиту относились к началу 1946 года.

Согласно условиям договора ожидалась такую схему движения товаров в ближайшие последующие годы:
| Экспорт в СССР                                                   | Импорт из СССР                                                                                             |  |
| ---------------------------------------------------------------- | --- |  |
| поставки по кредиту 200 млн р-м., график А                       | поставки сырья на сумму 180 млн р-м, график С                                                              |  |
| поставки по текущим контрактам на 120 млн р-м., график В         | погашение кредита 1935 года в 200 млн р-м.                                                                 |  |
| примерно 100 млн р-м. проценты от текущего и прошлого кредитов   | |  |
| Н млн. р-м. неуказанные ожидаемые поставки по текущим контрактам | Н млн. р-м. не неуказанные ожидаемые поставки советских товаров согласно договору от 19 декабря 1938 года. |  |

Немецкая сторона ожидала получить в течение ближайших двух лет сырья на сумму 180 млн рейхсмарок — прежде всего: древесины, хлопка, кормового зерна, нефти, фосфатов, платины, невыделанного меха, бензина и других товаров имеющих большие или меньшие возможности конвертации в золото.
Советская сторона намеревалась получить от немецкой стороны кроме военных товаров горнорудное оборудование, оборудование для нефтяной, химической и сталеплавильной промышленности, оборудование для электростанций, кузнечно-прессовое оборудование, металлорежущие станки, локомотивы, турбины, суда, металлы и другие товары.

## Подготовка к поставкам

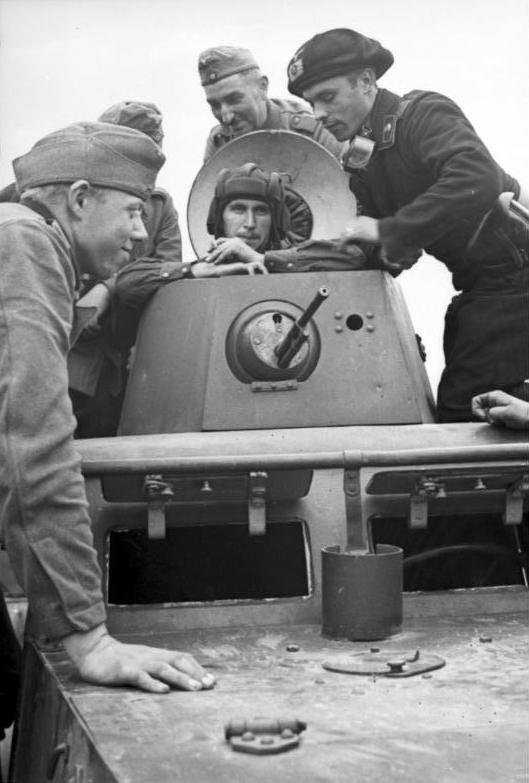
Встреча немецких и советских солдат в Бресте 20 сентября 1939

Несмотря на значительный объём уже имеющихся соглашений 6 сентября 1939 года, статс-секретарь министерства иностранных дел Германии Э. фон Вайцзеккер обратился к только что прибывшему в Берлин новому советскому полпреду A. A. Шкварцеву с предложением о ещё большем расширении торговых отношений между СССР и Германией.
Одновременно с подписанием советско-германского договора о дружбе и границе от 28 сентября 1939 года по германской инициативе состоялся обмен письмами о развитии экономических отношений и товарооборота между двумя странами. Конкретные переговоры начались в Москве 8 октября. С немецкой стороны переговоры вел «особо уполномоченный германского правительства» К. Риттер, который занимался в министерстве иностранных дел Германии экономическими проблемами войны. В переговорах участвовал также К. Шнурре, возглавлявший прибывшую в Москву вместе с Риттером германскую экономическую делегацию в составе более 30 человек. Был подготовлен план закупок в СССР в течение года на 1300 млн германских марок.
Также они планировали добиться увеличения транзита товаров закупленных в других странах для Германии и участия в подобных закупках самой СССР. Риттер проявил заинтересованность в получении из СССР по возможности больше товаров, желательно примерно на 1 млрд германских марок. Микоян в ответ заявил, однако, что СССР будет исходить из максимального объёма поставок в прошлые годы, то есть 470 млн германских марок.
20 октября Микоян сообщил Риттеру, что советское правительство намерено послать в Германию специальную комиссию для ознакомления на месте с возможностями размещения советских заказов. Соглашение о поставках, предусмотренное Договором от 19 августа может быть подписано, подчеркнул он, только после решения основных вопросов, связанных с этими заказами. Покупать без разбора всё, что предлагали немцы, советское правительство не собиралось. Оно намеревалось брать только самые нужные и высококачественные изделия.
На 22 октября после напряженных переговоров было намечено возвращение Риттера в Берлин. Накануне Микоян заявил ему, что поставки товаров из СССР смогут начаться только тогда, «когда немецкая сторона удовлетворит… требования советской стороны».
Риттер предложил подписать соглашение, не дожидаясь окончания работы комиссии по размещению советских заказов. Он имел инструкции ускорить начало советских поставок, затягивая при этом немецкие. Но Микоян не согласился на это.
2 ноября покинул Москву также и Шнурре. Таким образом, первый этап переговоров к конкретным результатам не привёл.
С 26 октября в Германии находилась советская делегация для выяснения возможностей размещения заказов на германских предприятиях в составе 48 человек. Возглавлял делегацию нарком судостроения И. Ф. Тевосян, его заместителем был генерал Г. К. Савченко, занимавшийся заказами на военную технику. Члены её посетили многие германские предприятия, ознакомились с интересовавшим СССР заводским оборудованием, производственными процессами, технологией. Особое внимание уделялось ознакомлению с новинками немецкой военной техники, размещению на эти новинки заказов для всех родов войск. Современные сложные станки заказывались также прежде всего для производства военных материалов.
Риттер в беседе с Тевосяном в Берлине 27 октября снова предложил по возможности скорее заключить соглашение, а уже затем уточнить германские поставки. Но советские представители отклонили это предложение. Тевосян заявил в беседе с Риттером: «Нашей задачей является получить от Германии новейшие усовершенствованные образцы вооружения и оборудования. Старые типы вооружений покупать не будем. Германское правительство должно показать нам все новое, что есть в области вооружения, и пока мы не убедимся в этом, мы не сможем дать согласие на эти поставки. Для этого требуется время на поездки на заводы, военные корабли и воинские части»
«Нескромность» в требованиях и желаниям советской делегации отмечалась руководителями всех родов войск нацистской Германии — Герингом (ВВС), Кейтелем (Сухопутные силы) и Редером (ВМС).
Советская делегация во главе с Тевосяном через несколько недель работы пришла к заключению, что итоги неудовлетворительны, поскольку, по их мнению, самую новую военную технику немцы не показали. Это тормозило подписание торгового соглашения. В результате твёрдой и настойчивой позиции советских представителей немцы пошли на уступку. Советским представителям удалось добиться того, что им стали показывать новую технику более полно. Наиболее сложные вопросы решались Гитлером и Герингом. Был составлен и передан немецкой стороне предварительный список возможных заказов на германскую военную технику. Тем не менее было получено согласие на поставку лишь менее половины перечисленных наименований. Кроме того, немцы запросили заведомо завышенные цены. Микоян в беседе с германским послом в СССР Ф. Шуленбургом 15 декабря констатировал, что немцы хотят драть с русских «три шкуры», но такие попытки безуспешны.
Риттер 19 декабря, снова прибыв в Москву, продолжил переговоры с Микояном. Нарком сказал, что советская сторона готова поставлять «высококачественные товары и хотела бы получить за них эквивалентные товары, и в первую очередь — предметы вооружения». Если германская сторона готова поставить интересующие советскую сторону военные материалы, то будет нетрудно решить все вопросы. В противном случае, «он не знает, как закончатся переговоры».
22 декабря наркома иностранных дел СССР В. М. Молотова посетил посол Шуленбург, который заметил, что в ходе торговых переговоров имеются «большие разногласия», в частности по вопросу о советских военных заказах — «программа военных заказов, сказал он, слишком велика». Германия, находясь в войне, не в состоянии выполнить часть заказов. Ответив, что СССР может пойти на сокращение программы военных заказов, Молотов вместе с тем заявил, что германские представители «заламывали» такие цены, что это является «худшей формой отказа».
По просьбе Шуленбурга на следующий день Риттера принимали вместе Молотов и Микоян. Нарком внешней торговли констатировал в ходе беседы, что немецкие подсчёты о стоимости намеченных советских военных заказов несостоятельны. В беседе с Риттером 25 декабря Микоян, возвращаясь к вопросу о ценах, снова отметил, что заказ на самолёты по мировым ценам стоит только 19,4 млн германских марок, а немцы запрашивают 300 млн, то есть в 15 раз больше. На другие заказы цены завышены в два, в три, в четыре раза. Нарком внешней торговли передал Риттеру программу советских закупок в Германии, составленную с учётом результатов работы делегации Тевосяна.
Одна из наиболее сложных проблем в ходе переговоров заключалась в том, на сколько месяцев германские поставки заводского оборудования и военной техники будут отставать по своему объёму от советских поставок сырья и продовольствия. Этому вопросу были посвящены многие дни переговоров. Он был урегулирован лишь после того, как к ведению переговоров подключился И. В. Сталин. Он согласился на сокращение количества поставляемой военной техники, чтобы были сокращены и сроки поставок, и они могли быть осуществлены в основном в течение года. Сталин выразил согласие, что советские поставки начнутся раньше немецких, но решительно настаивал на том, что по истечении полугода баланс стоимости поставок должен быть выравнен. «Сколько Германия даст, столько и получит», — заявил он в ходе переговоров с Риттером и Шуленбургом в новогоднюю ночь.
В Берлине отмечалось, что в связи с началом советско-финляндского конфликта позиция СССР в переговорах несколько смягчилась. В то же время считалось, что СССР не принимает германских предложений, так как не желает осложнения отношений с Англией. 8 января 1940 года Гитлер дал указания пойти на уступки, чтобы обеспечить скорейшее заключение соглашения
5 февраля 1940 года в Москве было получено письмо министра иностранных дел Германии И. Риббентропа, в котором содержались заверения в готовности Германии поставлять военные материалы, а также предоставить «технический опыт в военной области» . Эти официальные заверения германского правительства способствовали преодолению тупика в переговорах. Три дня спустя, 8 февраля, Сталин внес конкретные предложения об основах соглашения, с которыми Риттер счел необходимым согласиться.

## Договор о поставках 11 февраля 1940 года
11 февраля 1940 года в Москве состоялось подписание хозяйственного соглашения между СССР и Германией. В нём предусматривалось, что Советский Союз поставит Германии товары на сумму в 420—430 млн германских марок за 12 месяцев, то есть до 11 февраля 1941 года. Германия же была обязана поставить СССР военные материалы и промышленное оборудование на ту же сумму за 15 месяцев, то есть до 11 мая 1941 года. На 11 августа 1940 года (через полгода с момента подписания соглашения), а также на 11 февраля 1941 года (через год) немецкие поставки должны были отставать от советских не более чем на 20 %. В противном случае СССР имел право «временно приостановить свои поставки».
В соглашении предусматривалось, что СССР будет поставлять в Германию
- 0 1 млн т фуражного зерна и бобовых, на сумму 120 млн рейхсмарок
- 0 900 тысяч т нефти на сумму около 115 млн рейхсмарок
- 0 100 тысяч т хлопка на сумму около 90 млн рейхсмарок
- 0 500 тысяч т фосфатов
- 0 100 тысяч т хромитовых руд
- 0 500 тысяч т железной руды
- 0 300 тысяч т чугунного лома и чугуна в чушках
- 0 2400 кг платины

Для обеспечения выполнения своих заказов СССР обязался поставить Германии в течение следующих 18 месяцев 11 тысяч т меди, 3 тысячи т никеля, 950 т цинка, 500 т молибдена, 500 т вольфрама, 40 т кобальта.
Кроме того, СССР предоставлял скидку Германии на транзит её товаров по Транссибирской магистрали.
СССР, в обмен, получал недостроенный тяжёлый крейсер «Лютцов» и оборудование, необходимое для завершения его постройки; образцы корабельной артиллерии, мин, торпед, перископов; образцы последних моделей самолётов; образцы артиллерии, танков, средств связи. Также образцы более 300 видов станков и машин: экскаваторов, буровых установок, электромоторов, компрессоров, насосов, паровых турбин, нефтяного оборудования и так далее.

## Выполнение договора
В первые месяцы после подписания хозяйственного соглашения торговый оборот между двумя странами рос медленно. 8 марта 1940 года в Германию в очередной раз прибыла советская закупочная комиссия во главе с Тевосяном в составе около 60 человек. К этому времени в результате изучения возможностей размещения в Германии заказов на нужные СССР изделия была уточнена программа заказов. Они стали формироваться быстрее. При этом советские представители добивались установления приемлемых цен (на среднем мировом уровне) и минимальных сроков их изготовления.
Но уже в апреле СССР пришлось использовать своё право «временно приостановить свои поставки» по причине низкого «энтузиазма» в поставках с немецкой стороны — поставки остро востребованных нефти и зерна были прекращены. В результате поставка немецких товаров активизировалась — С 25 апреля по 15 мая Германия поставила: 2 самолёта «Дорнье-215», 5 самолётов «Мессершмитт-109Е», 5 самолётов «Мессершмитт-110», 2 самолёта «Юнкерс-88», 3 самолёта «Хейнкель-100», 3 самолёта «Бюккер-131» и 3 самолёта «Бюккер-133». 5 июня было получено ещё 2 самолёта «Хейнкель-100» — уже в конце мая в Ленинград пришёл «Лютцов».
За первые шесть месяцев (по август 1940) действия соглашения СССР осуществил только 28 % предусмотренных на год поставок — из Германии было направлено оборудования на 84,2 млн рейхсмарок, а СССР направил сырья на 119,1 млн рейхсмарок. Поставки из СССР составляли всего 6,9 % общего импорта Германии за эти месяцы.
В августе 1940 года была проведена проверка хода выполнения соглашения, оказалось, что германские поставки все же серьёзно отставали от советских. Для изменения положения СССР отказался от некоторых заказов с длительными сроками поставок. Шнурре в записке от 28 сентября отмечал, что советская сторона хочет ограничиться только теми заказами, поставки по которым могут быть осуществлены в течение 8—10 месяцев.
12 сентября 1940 года Микоян предупредил Шнурре, что ввиду отставания германских поставок советская сторона вынуждена будет сократить или временно приостановить экспорт в Германию. По сравнению с третьим кварталом в четвёртом квартале 1940 года экспорт в Германию был уменьшен в два раза, а в начале 1941 года сокращен ещё больше. Несмотря на это с августа по декабрь 1940 года из СССР в Германию было экспортировано сырья на 259,6 млн рейхсмарок, а СССР получил товаров только на 121,6 млн рейхсмарок.
Молотов и Микоян в переговорах с Шуленбургом, Риттером и Шнурре настойчиво добивались увеличения германских поставок. Этот вопрос был в центре внимания также 13 ноября 1940 года в Берлине в беседе Молотова с Герингом. Геринг ссылался на то, что Германия находится в состоянии войны, поэтому имеются трудности с поставкой военной техники, а советская сторона желает получать прежде всего именно её. Задержка в поставках связана и с тем, сказал он, что советские заказы — это высококачественные и сложные изделия. Кроме того, они сосредоточены в одной, то есть военной, области. Заказы было бы легче выполнить, если бы они шире распределялись и по другим отраслям экономики. Затрудняется дело и тем, что русские иногда не имеют четкого представления о том, что именно заказывать, меняют свои заказы. Но Геринг заверил, что все возможное будет сделано и отставание в поставках будет ликвидировано
Принятые советским правительством меры по выравниванию объёма взаимных поставок дали свои результаты. В декабре 1940 года, а также в январе 1941 года германский экспорт в СССР превысил советский экспорт в Германию.
За 1940 год Германия получила из Советского Союза 657 тыс. тонн нефтепродуктов, то есть 4,6 % её общих годовых запасов. В СССР в 1940 году было добыто 31,1 млн тонн нефти, то есть экспорт нефтепродуктов в Германию составлял 2,1 % от общей добычи нефти в стране. Зерна было выращено в СССР в 1940 году 95,6 млн т, а экспортировано в Германию менее 1 млн тонн, то есть около 1 %. Основную часть этого экспорта составлял ячмень (732 тыс. тонн) и овес (143 тыс. тонн), пшеница — всего 5 тыс. тонн. В импорте Германии СССР занимал пятое место (после Италии, Дании, Румынии и Голландии).

## Договор 10 января 1941 года
В конце октября 1940 года в Москву снова прибыл Шнурре и начались переговоры о подписании торгового соглашения на очередной год. Но ввиду отставания германских поставок в переговорах возникли серьёзные трудности. Посетив 25 ноября 1940 года вместе с Шуленбургом Молотова, Шнурре констатировал, что «по основным вопросам хозяйственные переговоры зашли в тупик и все возможности обеих сторон в разрешении этих вопросов исчерпаны».
Упорные переговоры с участием Молотова продолжались ещё целый месяц. Наконец в беседе с Шуленбургом и Шнурре 21 декабря Молотов констатировал, что текст нового соглашения полностью подготовлен. Кроме того, советское правительство настаивало, чтобы одновременно с торговым соглашением было подписано также соглашение о границе между СССР и Германией на участке бывшей литовско-германской границы и урегулированы взаимные претензии, связанные с вхождением летом 1940 года Литвы, Латвии и Эстонии в состав СССР. В результате нового раунда сложных переговоров были урегулированы и эти вопросы.
10 января 1941 года было подписано соглашение о взаимных торговых поставках до августа 1942 года. В тот же день были заключены также договор о советско-германской границе от реки Игорки до Балтийского моря; соглашение о переселении из Литовской, Латвийской и Эстонской ССР немцев в Германию; соглашение об урегулировании взаимных имущественных претензий, связанных с этим переселением
По новому торговому соглашению предусматривалось, что СССР будет поставлять Германии не только кормовое зерно, как по прежнему соглашению, но и пшеницу (в 1940 году в СССР был собран хороший урожай пшеницы). Остальная номенклатура товаров оставалась, в основном, прежней. Германия по новому соглашению, была обязана поставлять СССР прежде всего образцы военной техники и промышленное оборудование. Но если советские поставки в Германию по новому соглашению должны были начаться с 11 февраля, то германские по-прежнему с некоторой задержкой — с 11 мая 1941 года.
За первое полугодие 1941 года в СССР была отправлена примерно половина всех Германских поставок, осуществлявшихся с сентября 1939 по июнь 1941 года. Однако осуществление ответных поставок под угрозой их прекращения при нарушении оговорённого объёма, напрягало немецкую экономику и становилось для неё всё более затруднительным.
С января 1941 года до начала агрессии Германии и её сателлитов против СССР, в СССР было экспортировано немецких товаров и вооружения на 220,9 млн рейхсмарок, а СССР направил сырья на 206,1 млн рейхсмарок.
Последний эшелон с советским зерном прошёл по мосту через Западный Буг на Тересполь за 1 час 15 минут до нападения Германии.

## Значение соглашения для Германии
С декабря 1939 по конец мая 1941 года Германия импортировала из СССР нефтепродуктов 1 млн тонн на 95 млн германских марок, зерна (в основном кормового) − 1,6 млн тонн на 250 млн марок, хлопка — 111 тыс. тонн на 100 млн марок, жмыха − 36 тыс. тонн на 6,4 млн марок, льна — 10 тыс. тонн на 14,7 млн марок, лесоматериалов — на 41,3 млн марок, никеля — 1,8 тыс. тонн на 8,1 млн марок, марганцевой руды — 185 тыс. тонн на 7,6 млн марок, хромовой руды — 23 тыс. тонн на 2 млн марок, фосфатов — 214 тыс. тонн на 6 млн марок, а также другие товары.
По хозяйственному соглашению от 11 февраля 1940 года СССР поставил Германии товаров на 310 млн марок, то есть его поставки не достигли уровня, зафиксированного в этом соглашении. Планы Германии относительно того, что СССР не сможет воспользоваться полученным оборудованием и образцами, не оправдались. 
В 1940 году СССР обеспечил Германии 74 % нужных ей фосфатов, 67 % асбеста, 65 % хрома, 55 % марганца, 40 % никеля и 34 % нефти.
Как выразился начальник оперативного управления Генштаба сухопутных сил генерал Эдуард Вагнер, «договор с Советским Союзом спас нас».
«Сводные ведомости ГТУ позволяют получить довольно подробное представление о советско-германской торговле за первую половину 1941 года. Так, общие сведения показывают, что в этот период на Германию приходилось 79,8% веса и 59,5% стоимости советского экспорта, а также 72,9% веса и 45,1% стоимости советского импорта. Однако в отдельные месяцы эта доля существенно колебалась.
Потребности Германии в стратегическом сырье и продовольствии покрывались за счёт внутренних и оккупационных ресурсов не полностью, и поставки из СССР стали значительным подспорьем.
Зависимость от внешнего рынка по продовольствию составляла в среднем 20 %; по некоторым категориям (например, по кормам и зерну) она была ещё более значительной, а по жирам даже превышала 40 %. Планом продовольственного снабжения военного времени предусматривалось, что потребление мяса будет составлять 68 %, а потребление жиров — 57 % потребления мирного времени. Тот же автор заключает:

Заключенный в августе 1939 года договор с Советским Союзом позволял надеяться на некоторое улучшение положения с рядом продуктов.

В то же время, по расчетам профессора Е. Вермана, доля ввоза продуктов питания в общем сельскохозяйственном производстве Германии (в границах на 1 сентября 1939 года) в 1939—1941 годах составляла 7,5-8 %.
По промышленному сырью зависимость от импорта составляла примерно 33 %. В металлургической промышленности отношение потребления отечественной руды к потреблению ввозимой руды выражалось пропорцией 1:3. Для сравнения в 1939 году Швеция поставила Германии 10,6 млн тонн железной руды, 41 % потребностей германской металлургической промышленности, а в 1943 году, из добытых Швецией 10,8 млн тонн, в Германию было отправлено 10,3 млн тонн. По ряду цветных металлов зависимость от заграницы также была чрезвычайно большой; так, например, по свинцу она равнялась 50 %, по меди — 70 %, по олову — 90 %, по алюминию (бокситы) — 99 %. Очень значительной зависимость была также по минеральным маслам (65 %), по каучуку (свыше 85 %) и по сырью для текстильной промышленности (около 70 %). По оценке военно-промышленного штаба, запасов металла должно было хватить в основном на 9—12 месяцев, каучука — на 5—6 месяцев войны.

## Значение соглашения для СССР
СССР получил из Германии сотни видов новейших образцов военной техники и промышленных изделий. Были получены 35 образцов самолётов, винты и поршневые кольца для авиамоторов, таксометры, высотомеры, самописцы скорости, система кислородного обеспечения на больших высотах, сдвоенные аэрофотокамеры, приборы для определения нагрузок на управление самолётом, радиопеленгаторы, самолётные радиостанции с переговорным устройством, приборы для слепой посадки и другие приборы для самолётов, самолётные аккумуляторы, стенды для испытания моторов, клепальные станки-автоматы, бомбардировочные прицелы, комплекты фугасных, осколочно-фугасных и осколочных бомб, 50 видов испытательного оборудования и многие другие изделия для авиационной промышленности.
Для военно-морского флота были получены, кроме недостроенного крейсера «Лютцов» (в советском ВМФ — «Петропавловск», затем «Таллин»), который участвовал в обороне Ленинграда, ещё 5 кораблей двойного назначения, гребные валы, компрессоры высокого давления, рулевые машины, моторы для катеров, судовая электроаппаратура, освинцованный кабель, вентиляторы, судовое медицинское оборудование, насосы, системы для уменьшения воздействия качки на морские приборы, оборудование для камбузов, хлебопекарен, корабельной прачечной, аккумуляторные батареи для подводных лодок, орудийные корабельные башни, 88-мм пушка для подводных лодок, стереодальномеры, оптические квадранты, фотокино-теодолитная станция, перископы, пять образцов мин, бомбомёты для противолодочных бомб с боекомплектом, параван-тралы, противотральные ножи для мин, гидроакустическая аппаратура, магнитные компасы, теодолиты, чертежи линкора «Бисмарк», 406-мм и 280-мм трёхорудийных корабельных башен и многое другое.
Были получены два комплекта тяжёлых полевых гаубиц калибра 211-мм, батарея 105-мм зенитных пушек с боекомплектом, новейшие противотанковые орудия, приборы для управления огнём, дальномеры, прожекторы, 20 прессов для отжима гильз. Были поставлены образец среднего танка PzKpfw III, полугусеничные тягачи, дизель-моторы и прочее.
Германские фирмы изготовили также оборудование для лабораторий, образцы радиосвязи для сухопутных войск, костюмы химической защиты, в том числе огнестойкие, противогазы, фильтропоглотительные установки, дегазирующее вещество, автомашину для дегазации, кислородно-регенеративную установку для газоубежища, портативные приборы для определения отравляющих веществ, огнеупорные, антикоррозийные и специальные корабельные краски, образцы синтетического каучука и другие. Всего военной техники по хозяйственному соглашению было получено на 81,57 млн рейхсмарок, в том числе 57,5 млн по морскому ведомству — боевые корабли и их вооружение и оборудование. Значительная доля этих денег приходилась на недостроенный тяжёлый крейсер «Лютцов».
Основную часть германских невоенных поставок составляло оборудование для заводов и добывающей промышленности. Было закуплено значительное количество оборудования для нефтеперерабатывающей промышленности, никелевых, свинцовых, медеплавильных, химических, цементных, сталепроволочных заводов. Было получено оборудование для рудников, в том числе буровые станки и 87 экскаваторов. Германия поставила также три грузопассажирских судна («Мемель», «Палация», «Пери»), танкер, железо, 15 тысяч тонн высокосортной и инструментальной стали, 58 тысяч тонн стальных труб, судостроительный лист, стальную ленту, канатную проволоку, стальной трос, дюралюминий, значительное количество каменного угля (на 52 млн рейхсмарок) и другие материалы и товары.
Германские поставки по хозяйственному соглашению были получены на общую сумму 287 млн рейхсмарок. Внушительно число поступивших из Германии в 1940—1941 годах металлорежущих станков — 6430 (то есть примерно 4300 в расчёте на год) на 85,4 млн рейхсмарок. В 1939 году общее число импортированных Советским Союзом из всех стран станков составило 3458, при собственном производстве 58 тысяч штук.
Образцы новейшего немецкого вооружения, закупленные в 1940—1941 годах, позволили оценить их возможности, и ряд технических решений, применённых в них, были использованы советскими инженерами в отечественной военной технике. Немалую роль в развитии советской промышленности, включая оборонную, сыграли закупки в Германии станков и другого заводского оборудования.

## Оценка события
Закупленные материалы, товары, изделия, заводское оборудование и образцы вооружения способствовали укреплению оборонной и индустриальной мощи СССР. Молотов констатировал в телеграмме советскому полпреду в Лондоне И. М. Майскому от 22 февраля 1940 года, что договор «экономически выгоден для СССР», так как страна получает от Германии большое количество станков, оборудования и вооружения.
Ряд зарубежных авторов и российских публицистов в своих работах указывают, что договор, как и поставленное из СССР в рамках договора сырьё, оказали значительное влияние на рост военной мощи нацистской Германии. Тем самым СССР явился важным сырьевым источником, позволившим свершиться агрессивным планам Германии.